# Marino Kobayashi
Marino Kobayashi (Japans: 小林 海 Kobayashi Marino) (Urayasu, 1 juli 1994) is een Japans voormalig wielrenner.

## Carrière
In 2016 werd Kobayashi nationaal kampioen tijdrijden bij de beloften door het 11,2 kilometer lange parcours zes seconden sneller af te leggen dan de nummer twee, Atsushi Oka. Een dag later won hij ook de wegwedstrijd door meer dan een minuut voor Suguru Tokuda solo als eerste over de finish te komen.
Na een stageperiode in 2016 werd hij in 2017 prof bij Nippo-Vini Fantini. In juni van dat jaar werd hij vijfde op het nationale kampioenschap tijdrijden. Later dat jaar nam hij onder meer deel aan de Ronde van Lombardije. In zijn tweede seizoen bij de ploeg startte hij in onder meer de Amstel Gold Race en Eschborn-Frankfurt.
In 2024 werd Kobayashi nationaal kampioen op de weg, voor Sohei Kaneko en Masaki Yamamoto. Na vier seizoenen bij Matrix Powertag maakte hij in 2025 de overstap naar JCL Team UKYO. In juni van dat jaar verdedigde hij zijn nationale titel met succes. Zijn tweede nationale titel bij de eliterenners betekende direct het einde van zijn wielerloopbaan.

## Overwinningen
2015
 Japans kampioenschap tijdrijden, Beloften
2016
 Japans kampioen tijdrijden, Beloften
 Japans kampioen op de weg, Beloften
2022
Bergklassement Ronde van Japan
2024
Bergklassement Ronde van Kumano
 Japans kampioen op de weg, Elite
2025
 Japans kampioen op de weg, Elite

## Resultaten in voornaamste wedstrijden
|      | \| Jaar \| Amstel Gold Race \| Ronde van Lombardije \| \| ---- \| ---------------- \| -------------------- \| \| 2017 \| \| opgave \| \| 2018 \| opgave \| \| |                      |
| Jaar | Amstel Gold Race | Ronde van Lombardije |
| 2017 | | opgave               |
| 2018 | opgave |                      |

## Ploegen
- 2016 –  Nippo-Vini Fantini (stagiair vanaf 27-7)
- 2017 –  Nippo-Vini Fantini
- 2018 –  Nippo-Vini Fantini-Europa Ovini
- 2019 –  Giotti Victoria-Palomar
- 2020 –  Giotti Victoria
- 2021 –  Matrix Powertag
- 2022 –  Matrix Powertag
- 2023 –  Matrix Powertag
- 2024 –  Matrix Powertag
- 2025 –  JCL Team UKYO (tot 22 juni)

Arredondo · Bagioli · Berlato · Bisolti · Canola · Cunego · De Negri · Filosi · Grosu · Ito · Kobayashi · Koishi · Kuboki · Marangoni · Marini · Nakane · Santaromita · Stacchiotti · Uchima · Bou (stagiair) · Cima (stagiair) · Nishimura (stagiair)
Bagioli · Bou · Canola · D. Cima · I. Cima · Cunego · Grosu · Hatsuyama · Ito · Kobayashi · Lobato · Marangoni · Nakane · Nishimura · Ponzi · Santaromita · Tizza · Uchima · Yoshida · Zaccanti